# Harvey Washington Wiley
Harvey Washington Wiley (ur. 18 października 1844 w Kent, zm. 16 czerwca 1930 w Waszyngtonie) – amerykański chemik. Kierował pracami nad ustawą o czystości żywności i leków z 1906.

## Życiorys
Urodził się w gospodarstwie w pobliżu Kent w stanie Indiana, jako syn farmera. Ukończył Hanover College (1867), a następnie Indiana Medical College (1871), w którym uzyskał stopień Doctor of Medicine (M.D.), i rozpoczął pracę jako nauczyciel chemii. Stopień Bachelor of Science otrzymał na Uniwersytecie Harvarda (1873), po czym rozpoczął pracę na Wydziale Chemii Uniwersytetu Purdue. W 1878 wyjechał do Niemiec, gdzie pracował w Imperial Food Laboratory. Został wówczas członkiem Gesellschaft Deutscher Chemiker (Towarzystwa Chemików Niemieckich).
W 1882 Wiley otrzymał nominację na stanowisko dyrektora Departamencie Rolnictwa Stanów Zjednoczonych. Tam zwrócił uwagę na federalne prawo żywności i leków. Stał się budowniczym koalicji w celu wsparcia regulacji prawa dotyczącego żywności i leków. Jego ustawa o czystości żywności i leków weszła w życie w 1906; w tym samym roku założył Agencję Żywności i Leków.
Był założycielem Association of Official Agricultural Chemists (1884). W 1893 został prezesem Amerykańskiego Towarzystwa Chemicznego.
W 1912 zrezygnował z funkcji dyrektora Departamentu Rolnictwa, z powodu licznych kontrowersji związanych ze wspomnianą ustawą, i przeniósł się do Good Housekeeping Institute, gdzie pracował do śmierci.